# نیکو پورتوس
نیکو پورتوس (انگلیسی: Nico Porteous؛ زادهٔ ۲۳ نوامبر ۲۰۰۱) ورزشکار اسکی نمایشی اهل نیوزیلند است.
وی در مسابقات کشوری و بین‌المللی در مجموع برندهٔ ۲ مدال طلا، ۳ مدال برنز شده‌است.